# Derby Industrial Museum
Derby Industrial Museum (česky Průmyslové muzeum Derby), známé také jako The Silk Mill (česky Přádelna hedvábí) je v současnosti (2011) uzavřené muzeum průmyslu a dějin v anglickém Derby. 

## Objekt muzea
Muzeum se nachází v areálu Lombe's Mill, bývalé historické přádelně hedvábí ležící na jižním konci Derwent Valley Mills, světového dědictví UNESCO. Mezi lety 1717 a 1721 zde na řece Derwent postavil George Sorocold pro rodinu Lombů první britskou průmyslovou přádelnu hedvábí.
John Lombe okopíroval princip strojů pro předení velkého množství hedvábí během doby, kterou strávil v Itálii, když zde pracoval v hedvábném průmyslu. Jednalo se o jeden z historicky prvních případů průmyslové špionáže.
Nové stroje sice potřebovaly značnou energie (tu jim dodávalo vodní kolo na spodní vodu), ale byly daleko výkonnější než dosavadní tradiční předení pomocí kolovratu a kromě lokálních přadlen byly konkurencí i pro italské výrobce hedvábí.
Když John Lombe zemřel v roce 1722 za záhadných okolností, spekulovalo se, že jej otrávil italský vrah v rámci pomsty krádeže tajemství. Johnův nevlastní bratr Thomas Lombe Knt., zemřel 2. června 1739 a objekt zdědila jeho manželka s dvěma dcerami, která právo na jeho používání prodala Richardu Wilsonovi juniorovi z Leedsu za 2800 liber.
Budova pak dále sloužila jako přádelna různým majitelům až do roku 1908, kdy sem přesídlila F.W.Hampshire and Company, chemická společnost. Tou dobou bylo předení hedvábí v celé Británii v úpadku a společnost se do objektu nastěhovala, aby zde vyráběla mucholapky a léky proti kašli.

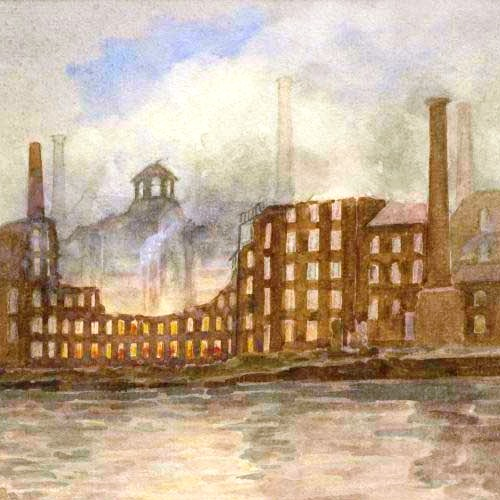
Požár přádelny v roce 1910 na obraze Alfreda Johna Keena

Dne 5. prosince 1910 v pět hodin ráno vypukl požár v sousedícím mlýně na mouku, který se rychle rozšířil i na objekt bývalé přádelny. Přes úsilí požárníků byl objekt značně poničen (východní zeď spadla do řeky). Při rekonstrukci byla místo původních pěti podlaží postavena jen současná tři podlaží.
Následující léta strávila přádelna ve stínu sousedící elektrárny a sloužil jako sklady, dílny i jídelna. Elektrárna byla v roce 1970 odstraněna a bylo rozhodnuto, že z bývalé přádelny se udělá dlouho plánované průmyslové muzeum. To otevřelo 29. listopadu 1974.

## Uzavření muzea v roce 2011
Městská rada města Derby Průmyslové muzeum od 3. dubna 2011 uzavřela, aby uvolnila finance na přebudování jak Průmyslového muzea samotného, tak ostatních městských muzeí. Podle předložené zprávy bude výsledkem uzavření ztráta 8,6 pracovního místa a úspora 197 000 liber ročně. Datum znovuotevření muzea zatím nebylo určeno.